# Ornstova jezera
Ornstova jezera je soustava vodních ploch vzniklá jako pozůstatek mrtvého ramene řeky Labe po provedení regulace Labe v dvacátých letech 20. století. Nachází se při historické osadě Správčice, asi 2 km severně od centra královéhradecké místní části Věkoše u komunikace III. třídy č. 29912 (ulice Jana Černého) spojující Věkoše s obcí Předměřice nad Labem. Ornstova jezera představují lokální biocentrum a jsou využívána jako mimopstruhový rybářský revír.

## Galerie

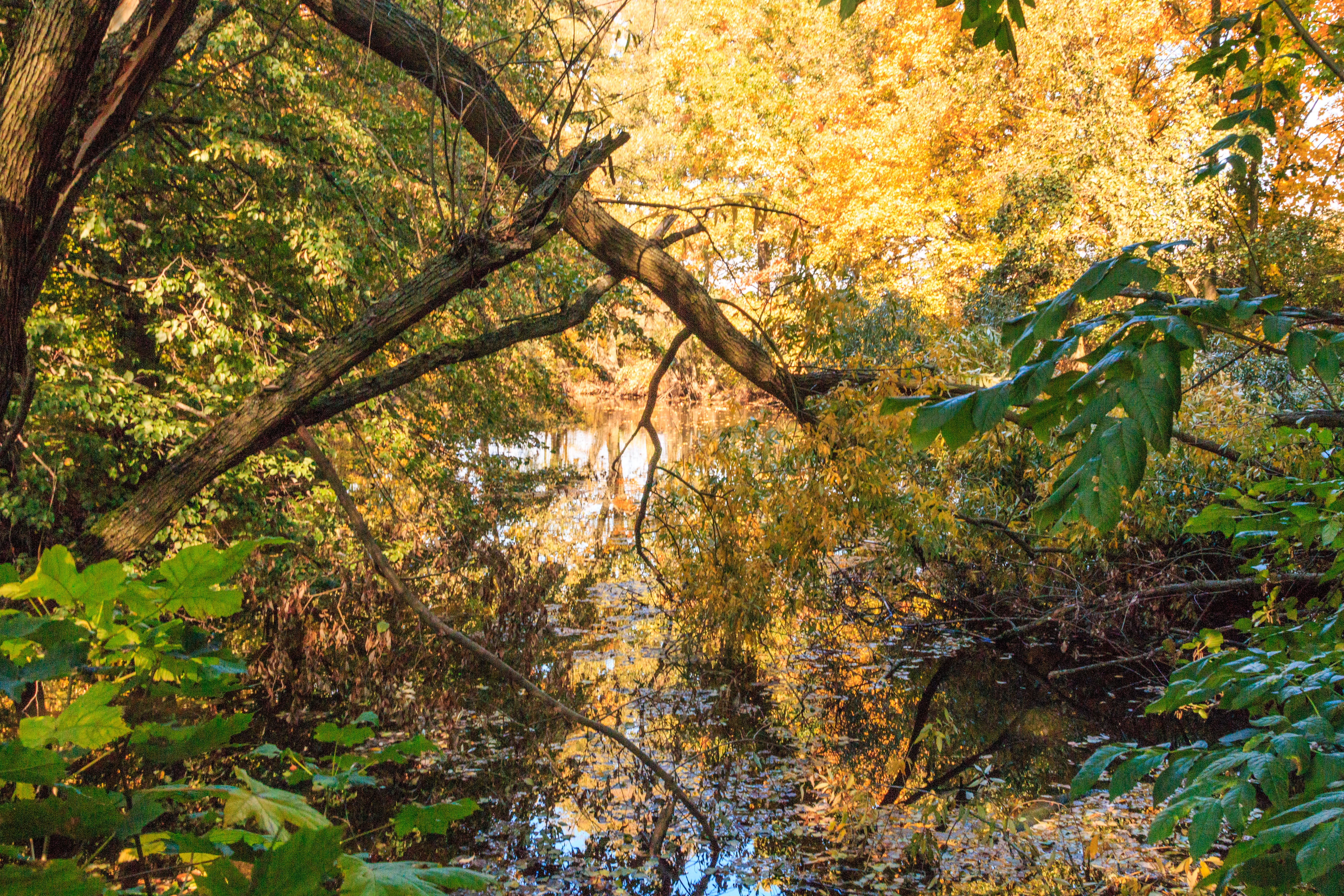
pohled na Ornstova jezera
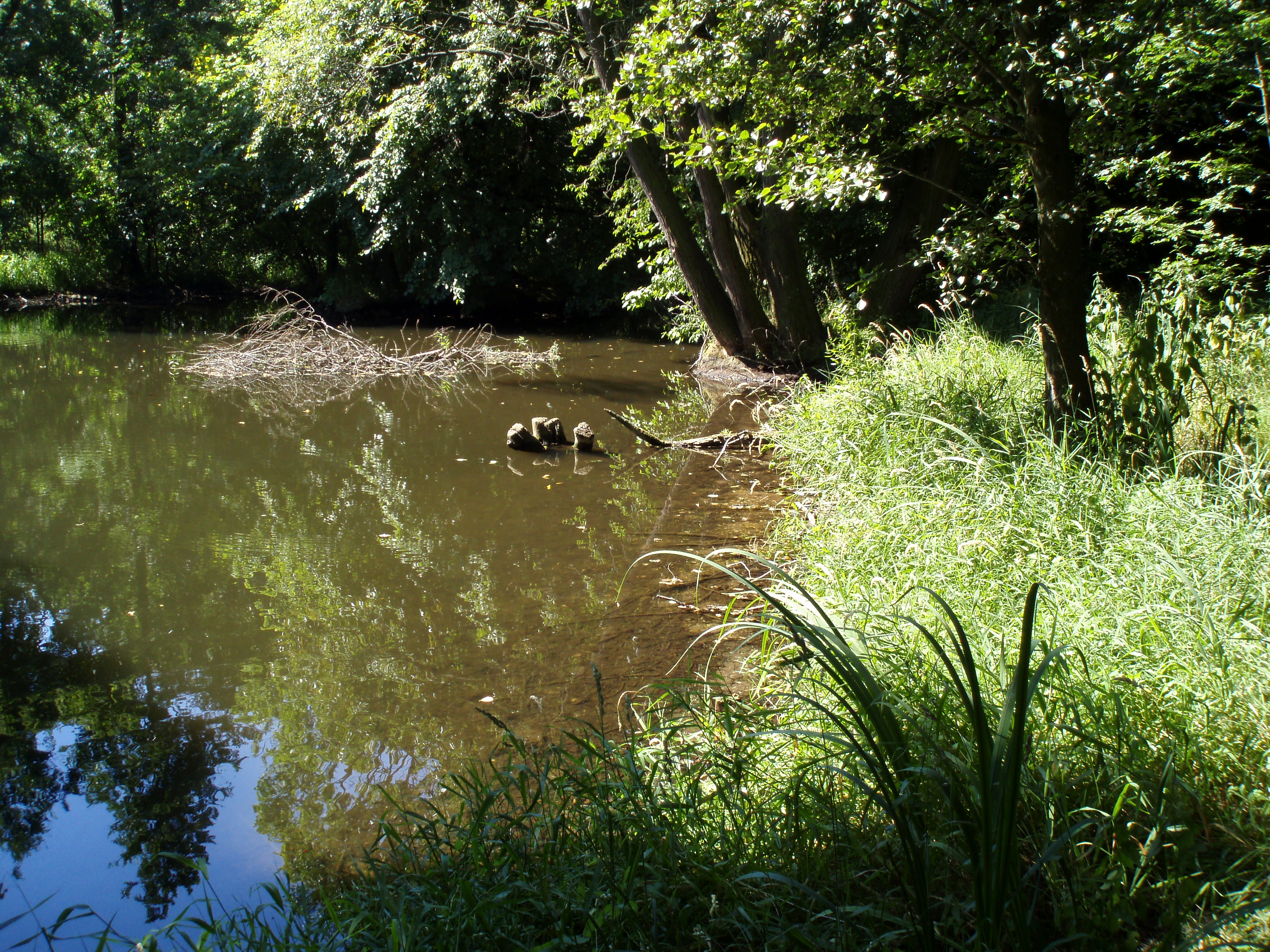
pohled na Ornstova jezera